# Stadt Düsseldorf (Schiff, 1970)
Stadt Düsseldorf ist der Name eines deutschen Fahrgastschiffes, um das nach einer Versteigerung auf Ebay ein Rechtsstreit entbrannte.

## Geschichte
Das Schiff wurde 1970 auf der Ruhrorter Schiffswerft in Duisburg gebaut. Laut Dieter Schubert, der als Bauwerft nur „Krupp“ angibt, durfte die Stadt Düsseldorf im Jahr 2000 noch 400 Fahrgäste befördern. Die Länge des Schiffes gibt Schubert mit 41 Metern an, die Breite mit 7,6 Metern, den Tiefgang mit 1,3 Metern, die Maschinenleistung mit 512 PS. Schuberts Angaben stimmen teilweise mit denen Günter Benjas überein. Laut Benja gehörte die Stadt Düsseldorf im Jahr 1975 noch zum Schiffsbestand der Rheinischen Bahngesellschaft. Benja gibt die Länge des Schiffes mit nur 39,9 Metern an, die Breite mit 7,2 Metern und den Tiefgang mit 1,3 Metern. Auch in dieser Quelle findet sich die Angabe, das Schiff sei von „Krupp“ gebaut worden und für die Beförderung von 400 Personen zugelassen, ebenso ist auch bei Benja eine Maschinenleistung von insgesamt 512 PS angegeben, allerdings verteilt auf zwei Antriebsanlagen. Die Höchstgeschwindigkeit des Schiffes gibt Benja mit 21 km/h an.
Laut Binnenschifferforum ist das Schiff mittlerweile nur noch für die Beförderung von 250 Personen zugelassen. Der Motor von MAN hat auch laut dieser Quelle 512 PS; andere Quellen sprechen von einer Maschine aus dem Jahr 1986 mit 1020 PS, die im Jahr 2017 für 100.000 Euro generalüberholt worden sei. In einer weiteren Quelle ist zu lesen, das ganze Schiff sei für diese Summe generalüberholt worden.
Das Schiff gehörte nach der Übernahme der Rheinbahnschiffe 1993 zur Weißen Flotte Düsseldorf, bis es im Jahr 2020 aufgrund der Corona-Krise über Ebay versteigert wurde. Es war der zweite Schiffsverkauf, den die Familie Küffner, der die Weiße Flotte Düsseldorf gehört, über Ebay getätigt hatte. Schon das Schiff Düsselschlösschen hatte auf diese Weise den Besitzer gewechselt.
Auf der Homepage der Weißen Flotte Düsseldorf wurde das Schiff noch im Jahr 2022 geführt und als das größte Ausflugsschiff des Unternehmens bezeichnet. Auf technische Angaben wurde dort weitgehend verzichtet, Deckpläne und Beschreibungen waren jedoch vorhanden: Die Stadt Düsseldorf besitzt demnach auf dem Unterdeck eine Tanzfläche samt Bar und bietet auf dem Mitteldeck bis zu 150 Sitzplätze, wobei die Bestuhlung flexibel ist. Ein großes Freideck für 120 Personen mit Beschattungsanlage befindet sich oben auf dem Schiff, ein weiteres, aber kleineres Freideck für 25 Personen am Bug. Der obere Salon fasst 130 Personen, der untere je nach Bestuhlung 50 bis 80 Personen. Das Schiff ist mit Veranstaltungs- und Präsentationstechnik ausgestattet.
Den Zuschlag für die Stadt Düsseldorf bei der Online-Auktion erhielten zwei Kölner Unternehmerpaare. Der Preis betrug nur 75.050 Euro. Die neuen Besitzer, Daniel und Reja Rabe sowie ein weiteres Gastronomenpaar, waren angesichts des Preislimits, das sie sich selbst gesetzt hatten, überrascht über das Ergebnis der Auktion, freuten sich aber „wie Jeck“ und wollten „was richtig Schönes“ aus dem Schiff machen.
Sie wollten das Schiff nach Köln oder notfalls an die Mosel überführen lassen und nach einem bekannten Gastronomen, der während des Dritten Reiches Edelweißpirat war, auf den Namen Schäng Jülich umtaufen. Das Schiff sollte später eventuell nur noch gastronomisch genutzt werden.
Allerdings wollten die Verkäufer nach Abschluss der Auktion den Verkauf nicht anerkennen und das Schiff nicht herausgeben. Vor Gericht versuchten sie unter anderem geltend zu machen, eine Sicherheitsfunktion bei Ebay, die eine Verifizierung bei Geboten über 50.000 Euro erfordere, habe potentielle Käufer vom Bieten abgehalten. Außerdem dürften Schiffe, die im Binnenschiffsregister eingetragen seien, überhaupt nicht über Ebay versteigert, sondern dort nur per Kleinanzeige angeboten werden; endlich sei auch eine Hypothek von 1,4 Millionen Euro, mit der das Schiff belastet sei, bei der Angebotsbeschreibung vergessen worden. Ab dem 29. März 2022 wurde der Fall verhandelt. Einer der neuen Eigner, Richard Howes, zeigte sich zuversichtlich, das Schiff in Kürze nach Köln holen zu können.
Die 8. Zivilkammer des Landgerichts Düsseldorf entschied am 12. April 2022, dass der Verkauf rechtmäßig zustande gekommen sei und die Stadt Düsseldorf an die neuen Eigentümer übergeben werden müsse.